# 紀止
紀止（きし、男性、生年〈1753年±10〉 - 卒年〈1799年以降〉）は、江戸時代中期の日本の篆刻家である。
字は子基または仲敬、号に鹿銜・三学がある。通称は西村敬三。京都の人。

## 略伝
幼少のころから学問を好み、永田観鵞門下で書の手習いをよくしたほか、篆刻も嗜んだ。若いときに方寸の凍石の印面に「仁義礼智信」の五文字を刻し、天明2年（1782年）には一寸八分の印面に千字文を刻し、有名になる。前川虚舟と並び細字篆刻の第一人者と見られ、釈六如には技を絶賛され、七言絶句を贈られている。寛政3年（1791年）には丸山にて賀宴を催し、数百人以上が来場した。その宴の中で105方の印を刻し、『利其器斎印譜』とした。他に印譜『利其器斎印稿』がある。